# Mesochorus incomptus
Mesochorus incomptus là một loài tò vò trong họ Ichneumonidae.